# 田中良三 (柔道)
田中 良三（たなか りょうぞう、1898年 - 1985年10月9日）は、日本の柔道家。

## 人物
明治31年群馬県安中市生まれ。日本柔道選士権大会 第六回3位。第八回準優勝、講道館6段（財団法人講道館 記録資料より）。県立高崎高等学校など、広く後進の育成にあたり、篠原秀吉らと共に群馬県柔道界を牽引した。最終段位は講道館8段。

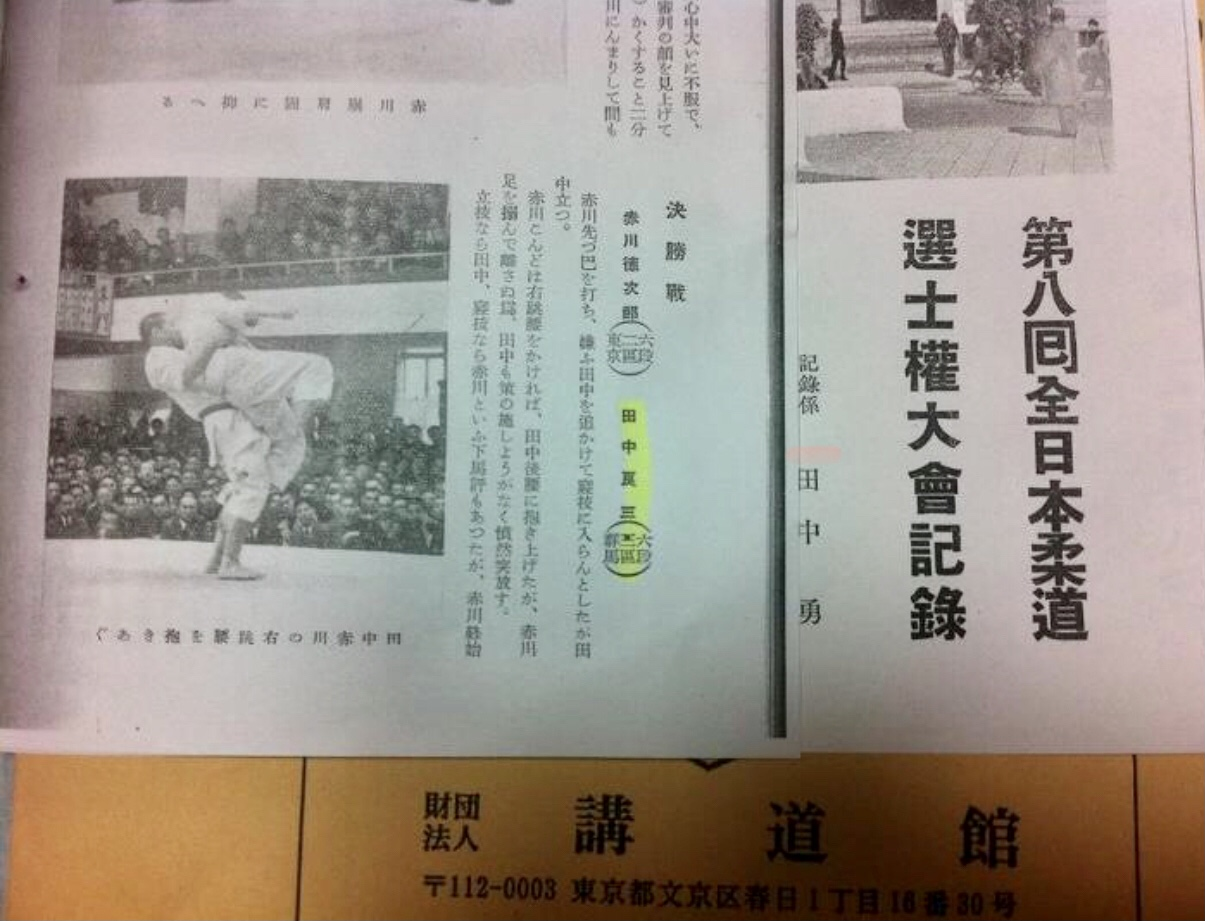
第八回全日本柔道選士権大会記録　決勝戦解説写真

赤川徳次郎（六段／東京）−　田中良三（六段／群馬）